# Liste der Nummer-eins-Hits in Brasilien (2022)
Diese Liste der Nummer-eins-Hits basiert auf den offiziellen Charts von Pro-Música Brasil, der brasilianischen Landesgruppe der IFPI, im Jahr 2022. Die Charts basieren vollständig auf Streaming und werden monatlich ermittelt.

## Singles
| ← 2021 ← | Liste der Nummer-eins-Hits in Brasilien | Liste der Nummer-eins-Hits in Brasilien                | Liste der Nummer-eins-Hits in Brasilien | 2023 →                    |
| \| Zeitraum \| Mt. ges. \| Interpret \| Titel Autor(en) \| Zusätzliche Informationen \| \| (Zeitraum, Monate auf Platz eins, Interpret, Titel, Autor[en], zusätzliche Informationen) \| \| \| \| \| \| ----------------------------------------------------------------------------------------- \| -------- \| ------------------------------------------------------ \| ----------------------------------------------------------------------------------------------------------------------------------------------------------------------------------------------------------- \| ------------------------- \| \| Januar 2022 – Februar 2022 2 Monate \| 2 \| Xamã (prod. Gustah & Neo Beats) \| Malvadão 3 Geizon Carlos da Cruz Fernandes \| – \| \| März 2022 1 Monat \| 1 \| Pedro Sampaio & Mc Pedrinho \| Dançarina Larissa de Macedo Machado, Dadju Djuna Nsungula, Mike Roberto Fraga dos Santos, Pedro Maia Tempester, Pedro Sampaio, Rafael Silva de Queiroz, Yohann Doumbia, W. Bundala \| – \| \| April 2022 1 Monat \| 1 \| Davi Kneip, MC Frog, Dj Gabriel do Borel & Luísa Sonza \| Sentadona S2 Carol Biazin, Davi Toniut Kneip, Gabriel do Broel, Elana Dara, Luísa Gerloff Sonza, MC Frog \| – \| \| Mai 2022 1 Monat \| 1 \| Felipe Amorim \| No ouvidinho Caio Cesar Vasconcelos de Araujo, Caleb Junior Dias Cardoso Júnior, Carlos Eduardo de Pontes Martins, Luiz Felipe Amorim Do Nascimento, Pedro Carlos Padilha André, Pedro Vinicius Matos Alves \| – \| \| Juni 2022 1 Monat \| 1 \| Jovem Dionisio \| Acorda pedrinho Bernardo Crisostomo Pasquali, Bernardo Derviche Hey, Gabriel Dunajski Mendes, Gustavo Pimentel Karam, Rafael Dunajski Mendes \| – \| \| Juli 2022 1 Monat \| 1 \| L7nnon & DJ Biel do Furduncinho feat. Bianca \| Ai preto Biel do Furduncinho, Lennon dos Santos Barbosa Frasetti \| – \| \| August 2022 1 Monat \| 1 \| Ana Castela, Melody & DJ Chris No Beat \| Pipoco Mateus Félix, Rodolfo Alessi, Léo Souzza, Guilherme Dias, Christian Valezi, Ana Flavia Castela \| – \| \| September 2022 1 Monat \| 1 \| MC Paiva ZS & MC Ryan SP feat. Love Funk \| Casei com a putaria Davi José Xavier Paiva, Ryan Santana dos Santos \| – \| \| Oktober 2022 – November 2022 2 Monate \| 2 \| Gustavo Mioto & Mari Fernandez \| Eu gosto assim (ao vivo) Benício Neto, Junior Pepato, Rafael Silva Borges \| – \| \| Dezember 2022 1 Monat \| 1 \| Israel & Rodolffo feat. Ana Castela \| Bombonzinho (ao vivo) Bagual, Léo Soares, Matheus Araújo, Renato Campero \| – \| |                                         |                                                        | |                           |
| ← 2021 |                                         |                                                        | | → 2023 →                  |
| Zeitraum | Mt. ges.                                | Interpret                                              | Titel Autor(en) | Zusätzliche Informationen |
| (Zeitraum, Monate auf Platz eins, Interpret, Titel, Autor[en], zusätzliche Informationen) |                                         |                                                        | |                           |
| Januar 2022 – Februar 2022 2 Monate | 2                                       | Xamã (prod. Gustah & Neo Beats)                        | Malvadão 3 Geizon Carlos da Cruz Fernandes | –                         |
| März 2022 1 Monat | 1                                       | Pedro Sampaio & Mc Pedrinho                            | Dançarina Larissa de Macedo Machado, Dadju Djuna Nsungula, Mike Roberto Fraga dos Santos, Pedro Maia Tempester, Pedro Sampaio, Rafael Silva de Queiroz, Yohann Doumbia, W. Bundala                          | –                         |
| April 2022 1 Monat | 1                                       | Davi Kneip, MC Frog, Dj Gabriel do Borel & Luísa Sonza | Sentadona S2 Carol Biazin, Davi Toniut Kneip, Gabriel do Broel, Elana Dara, Luísa Gerloff Sonza, MC Frog | –                         |
| Mai 2022 1 Monat | 1                                       | Felipe Amorim                                          | No ouvidinho Caio Cesar Vasconcelos de Araujo, Caleb Junior Dias Cardoso Júnior, Carlos Eduardo de Pontes Martins, Luiz Felipe Amorim Do Nascimento, Pedro Carlos Padilha André, Pedro Vinicius Matos Alves | –                         |
| Juni 2022 1 Monat | 1                                       | Jovem Dionisio                                         | Acorda pedrinho Bernardo Crisostomo Pasquali, Bernardo Derviche Hey, Gabriel Dunajski Mendes, Gustavo Pimentel Karam, Rafael Dunajski Mendes                                                                | –                         |
| Juli 2022 1 Monat | 1                                       | L7nnon & DJ Biel do Furduncinho feat. Bianca           | Ai preto Biel do Furduncinho, Lennon dos Santos Barbosa Frasetti | –                         |
| August 2022 1 Monat | 1                                       | Ana Castela, Melody & DJ Chris No Beat                 | Pipoco Mateus Félix, Rodolfo Alessi, Léo Souzza, Guilherme Dias, Christian Valezi, Ana Flavia Castela | –                         |
| September 2022 1 Monat | 1                                       | MC Paiva ZS & MC Ryan SP feat. Love Funk               | Casei com a putaria Davi José Xavier Paiva, Ryan Santana dos Santos | –                         |
| Oktober 2022 – November 2022 2 Monate | 2                                       | Gustavo Mioto & Mari Fernandez                         | Eu gosto assim (ao vivo) Benício Neto, Junior Pepato, Rafael Silva Borges | –                         |
| Dezember 2022 1 Monat | 1                                       | Israel & Rodolffo feat. Ana Castela                    | Bombonzinho (ao vivo) Bagual, Léo Soares, Matheus Araújo, Renato Campero | –                         |